# Seffner, Florida
Seffner, Florida (енгл. Seffner) насељено је место без административног статуса у америчкој савезној држави Флорида.

## Демографија
По попису из 2010. године број становника је 7.579, што је 2.112 (38,6%) становника више него 2000. године.
| Група             | 2000.         | 2010.         |
| Белци             | 4.726 (86,4%) | 4.949 (65,3%) |
| Афроамериканци    | 178 (3,3%)    | 1.003 (13,2%) |
| Азијати           | 56 (1,0%)     | 289 (3,8%)    |
| Хиспаноамериканци | 449 (8,2%)    | 1.203 (15,9%) |
| Укупно            | 5.467         | 7.579         |